# Horseshoe Bay (Teksas)
Horseshoe Bay je grad u američkoj saveznoj državi Teksas. Prema popisu stanovništva iz 2010. u njemu je živjelo 3.418 stanovnika.